# Sabine Hossenfelder
Sabine Hossenfelder (Francoforte sul Meno, 18 settembre 1976) è una divulgatrice scientifica e fisica tedesca.
È una fisica teorica che studia la gravità quantistica. È l'autrice di Lost in Math: How Beauty Leads Physics Astray, che esplora il concetto di eleganza matematica nella fisica fondamentale e nella cosmologia.

## Biografia

### Formazione
Hossenfelder ha completato il corso di laurea nel 1997 presso la Johann Wolfgang Goethe-Universität di Francoforte sul Meno. Nello stesso istituto ha svolto un master sotto la supervisione di Walter Greiner, con il titolo "Particle Production in Time Dependent Gravitational Fields", che ha completato nel 2000. Hossenfelder ha ricevuto il suo dottorato "Black Holes in Large Extra Dimensions" dalla stessa istituzione nel 2003, sotto la supervisione di Horst Stöcker.

### Carriera
Hossenfelder è rimasta in Germania fino al 2004 come ricercatrice post-dottorato presso il GSI Helmholtz Center for Heavy Ion Research a Darmstadt, in Germania. Si è trasferita in Nord America e ha completato borse di ricerca presso l'Università dell'Arizona, Tucson, Università della California, Santa Barbara e Perimeter Institute, in Canada. È entrata a far parte del Nordita Institute for Theoretical Physics, in Svezia, nel 2009 come Assistant Professor, posizione che ha lasciato nel 2015, quando si è spostata al Frankfurt Institute for Advanced Studies, dove è stata a capo del gruppo Analog Systems for Gravity Duals. Dal 2023 è ricercatrice postdottorale presso l'Università di Monaco di Baviera.

## Ricerca
La ricerca di Hossenfelder si concentra sulla fenomenologia della gravità quantistica. Si concentra sul ruolo dell'invarianza di Lorentz e della località, che verrebbe alterata nella scoperta della gravità quantistica. Hossenfelder sta cercando di trovare prove sperimentali della gravità quantistica. Dal 2007 partecipa alla serie di conferenze annuali "Experimental Search for Quantum Gravity". Hossenfelder ha creato una serie di video di YouTube che esplorano l'argomento.  Ha anche svolto ricerche, almeno fino al 2008, su come la tecnologia stia cambiando la capacità dei ricercatori di pubblicizzare, discutere o pubblicare le proprie ricerche, sul quale ha co-organizzato il seminario "Science in the 21st Century".

## Impegno pubblico
Hossenfelder è una scrittrice freelance di divulgazione scientifica e tiene un blog dal 2006. Collabora con Forbes alla rubrica "Starts with a Bang" con Quanta Magazine, New Scientist, Nature, Scientific American, Nautilus e Physics Today. Nel 2016 si era offerta come consulente di fisica sul suo blog - 50$ per venti minuti di discussione - e ha dovuto reclutare cinque altri fisici per far fronte alla domanda. Live Science e The Guardian hanno citato Hossenfelder come autorità per valutare l'importanza dell'ultima pubblicazione scientifica di Stephen Hawking.
Basic Books è l'editore del primo libro della Hossenfelder, Lost in Math: How Beauty Leads Physics Astray, pubblicato nel giugno 2018. Una recensione su Nature lo descrive come "provocatorio", e Frank Wilczek raccomanda il libro come "intensamente personale e intellettualmente duro", anche se in disaccordo con esso "su molti punti". Peter Woit ha riassunto il tema del libro come segue:
In vari punti Hossenfelder chiarisce che la sua preoccupazione è che i fisici siano bloccati a causa di antiquate nozioni di "bellezza", mentre allo stesso tempo crede ancora che le nuove idee di successo arriveranno con una loro nuova forma di "bellezza".
Hossenfelder partecipa spesso a lezioni pubbliche come ad esempio "Cosa c'è di sbagliato nella fisica".

## Opere selezionate
- Sabine Hossenfelder, Sedotti dalla matematica. Come la bellezza ha portato i fisici fuori strada (Lost in Math: How Beauty Leads Physics Astray, Basic Books, 2018), tradotto da Giuseppe Bozzi, editore: Cortina Raffaello, 2019